# 대자중학교
대자중학교(大慈中學校)는 대한민국 광주광역시 서구 동천동에 위치한 공립 중학교이다.

## 학교 연혁
- 2007년 1월 1일 : 대자중학교 설립인가 (7학급, 남 ․ 여 공학)
- 2007년 3월 1일 : 초대 최영산 교장 취임
- 2007년 3월 2일 : 개교 및 입학식 (남 ․ 여 7학급)
- 2021년 9월 1일 : 제5대 윤현숙 교장 취임
- 2025년 1월 8일 : 제16회 졸업식 (210명, 졸업생 누계 4,708명)
- 2025년 3월 4일 : 제19회 입학식 (243명 남 130명, 여 113명 학급9(특수1))

## 참고 자료
- 대자중학교 - 한국교육학술정보원 학교알리미